# Hotel Plaza
El Hotel Plaza de Nueva York es un hotel de lujo de 19 pisos con una altura de 76 m, y una longitud de 120 m que ocupa el lado occidental de la Grand Army Plaza, de la cual viene su nombre, y se extiende por la calle Central Park South de Manhattan. La Quinta Avenida se extiende por el lado oriental de la Grand Army Plaza.

## Grand Army Plaza
La puerta principal del hotel da a la parte sur de la Grand Army Plaza, nombrada así en honor del Ejército de la Unión de la guerra civil estadounidense. La Grand Army Plaza está dividida en dos secciones por la calle Central Park South. La sección que está delante del Hotel Plaza tiene en medio la fuente Pulitzer, que representa a la Abundancia de Kart Bitter, donada por el editor Joseph Pulitzer: la estatua de la fuente es Pomona, la diosa romana de los huertos; Doris Dossier sirvió como modelo para la estatua. El lado norte de la Grand Army Plaza, tiene la famosa estatua de bronce dorado del General Sherman, hecha por Audustus Saint-Gaudens. Scholars Gate, detrás de la Grand Army Plaza, es una de las dos estradas originales para carruajes de Central Park, la otra es Merchants Gate (Puerta de los Mercaderes) en el Columbus Circle (Círculo de Colón).
En el lado sur de la Plaza (entre las calles 58 y 59) se levantó una vez la mansión de estilo Renacentista francés de Cornelius Vanderbilt II, diseñada por George Browne Post; fue la mayor de las mansiones de la Quinta Avenida de la Época Dorada.

## El hotel
El Plaza es el segundo hotel que lleva ese nombre en ese mismo sitio. El edificio es bastante similar a un castillo de estilo renacentista francés que fue diseñado por Henry Janeway Hardenbergh. Abrió al público el 1 de octubre de 1907. Costó 12,5 millones de dólares de la época. Cuando abrió, una habitación en el Hotel Plaza costaba 2,50 dólares; mientras que hoy en día esa misma habitación cuesta 3750 dólares. [cita requerida]
La Comisión para la Conservación de Lugares de Interés de la Ciudad de Nueva York acordó conceder ese estatus al Hotel Plaza en 1988 y, junto con el Hotel Waldorf-Astoria, son los únicos hoteles de Nueva York que han sido nombrados Lugar de interés histórico nacional.
The Beatles se alojaron en el Hotel Plaza durante su primera visita a los Estados Unidos, en febrero de 1964.
El 28 de noviembre de 1966, en honor de Katharine Graham, Truman Capote celebró su aclamado “Baile en blanco y negro” en la Gran Sala de Baile.
En septiembre de 1985, los Acuerdos del Plaza fueron firmados aquí. El tratado sirvió como acuerdo entre los ministros de economía de Estados Unidos, Japón, Alemania Occidental, Francia y Gran Bretaña por el cual el valor del dólar estadounidense se devaluaría en contra del resto de monedas.
En 1992, el Hotel apareció en la película Home Alone 2: Lost in New York (Solo en casa 2: Perdido en Nueva York en España; Mi pobre angelito 2: Perdido en Nueva York en Hispanoamérica).
En 2003, el hotel también aparecieron en las películas para televisión, Eloise en el Plaza y Eloise en Navidad protagonizada por Sofia Vassilieva y Julie Andrews que también está basada en el libro de Kay Thompson.
El diseñador Tommy Hilfiger posee un apartamento en el ático de este hotel valorado en 50 millones de euros.